# Возвращение Лили
«Возвращение Лили» (англ. Tempted) — романтическая драма, не рекомендуемая детям до 16 лет. В России был показан на русской версии телеканала «Hallmark».

## Сюжет
Адвокат Эмма Берк когда-то была счастлива в браке. У неё растёт дочь, которая переживает трудный возраст, а также маленький сын, которому не хватает внимания. Отношение к мужу уже давно не то, каким оно было раньше. Страсть прошла, любовь остыла.
Эмма приезжает на Гавайи, чтобы присутствовать на похоронах Лили, заменившей ей в детстве родную мать. Она одновременно опечалена смертью Лили и рада, что ей выпала возможность избавиться от пресной жизни в Бостоне. Вскоре Эмма знакомится с красивым племянником Лили, Кала и узнает, что на острове живёт её настоящая мать.
Ей предстоит многое узнать о своём прошлом, многое переосмыслить и понять. В это же время в неё влюбляется Кала, и Эмма не может сопротивляться его чувствам, несмотря на большую разницу в возрасте с ним. Однако муж Эммы не справляется с детьми и домашними делами, и едет на Гавайи, чтобы найти свою жену.

## В ролях
| Актёр            | Роль      |
| ---------------- | --------- |
| Вирджиния Мэдсен | Эмма Берк |
| Лэйни Казан      | Джулия    |
| Джейсон Момоа    | Кала      |
| Киу Чин          | Кеау      |
| Эндрю Макфарлен  | Майк      |
| Брук Хэрмон      | Джейми    |
| Михаэль Уилдер   | Билли     |